# Dio è donna e si chiama Petrunya
Dio è donna e si chiama Petrunya (Gospod postoi, imeto i e Petrunija) è un film del 2019 diretto da Teona Strugar Mitevska.
È stato presentato in concorso al 69º Festival di Berlino.

## Trama
Ogni anno nella città di Štip si svolge una festa religiosa durante la quale una croce viene lanciata nel fiume. Per tradizione solo gli uomini della comunità partecipano alla competizione per recuperare la croce e avere giovamento della buona sorte che il possesso dell'oggetto sacro porta per un intero anno. Petrunya è una giovane donna di 32 anni, laureata in storia, in sovrappeso e disoccupata, che vive ancora con i genitori subendo le umiliazioni della madre. Petrunya trovandosi lì per caso, di ritorno da un umiliante colloquio di lavoro, partecipa in modo istintivo e impulsivo alla competizione riuscendo inaspettatamente a vincere la concorrenza maschile e quindi a recuperare la croce prima di tutti. La tradizione religiosa risulta, però, violata e nessuno tra i partecipanti alla competizione ha intenzione di lasciare l'oggetto sacro nelle mani di una donna. La ragazza decide allora di fuggire con la croce, suscitando grande scandalo e riprovazione da parte della sua comunità, anche a seguito della diffusione della notizia in televisione. Petrunya viene quindi individuata dalla polizia locale che la conduce nella locale centrale di polizia, pur senza che le vengano formalmente formulate delle accuse o che venga arrestata, poiché alcune riprese video pubblicate su YouTube provano come la ragazza abbia regolarmente conquistato la croce. Qui si susseguono interrogatori, dialoghi e discussioni con (e tra) le autorità laiche e religiose, senza trovare una soluzione, mentre all'esterno si raduna una folla violenta di uomini che vorrebbe fare giustizia sommaria di questo scandalo contro la tradizione religiosa. Dall'esterno, una giornalista che aveva documentato gli eventi prova ad aiutare la ragazza a riconquistare la libertà denunciando i segni di un perdurante sistema patriarcale, che limita le possibilità di autoaffermazione per le donne. Petrunya nel corso della vicenda acquisisce consapevolezza di sé e, sempre più sagace e caparbia, non cede alle richieste e alle proposte delle autorità fino a essere liberata senza accuse. La croce a quel punto ha, però, già mostrato i suoi benefici effetti sulla vita della ragazza, che quindi una volta libera decide di restituirla al capo locale della Chiesa e si incammina verso casa.

## Riconoscimenti
- 2019 - Festival del cinema di Berlino
  - Premio della giuria ecumenica
  - Guild Prize
  - In concorso per l'Orso d'oro
- 2019 - Festival del cinema di Pola
  - Miglior regista a Teona Strugar Mitevska
- 2019 - European Film Awards
  - Candidatura per l'European University Film Award

Il film ha, inoltre, vinto il Premio LUX 2019, riconoscimento attribuito dal Parlamento europeo ad "opere cinematografiche europee che si distinguono per la capacità di trattare temi rilevanti nel dibattito sociopolitico e dunque di contribuire alla costruzione di una comune identità europea".